# Val-d'Oronaye
Val-d'Oronaye es una comuna nueva francesa situada en el departamento de Alpes de Alta Provenza, de la región de Provenza-Alpes-Costa Azul.

## Historia
Fue creada el 1 de enero de 2016, en aplicación de una resolución del prefecto de Alpes de Alta Provenza de 14 de diciembre de 2015 con la unión de las comunas de Larche y Meyronnes, pasando a estar el ayuntamiento en la antigua comuna de Meyronnes.

## Demografía
| Gráfica de evolución demográfica de Val-d'Oronaye entre 1800 y 2013 |
|                                                                     |

Los datos entre 1800 y 2013 son el resultado de sumar los parciales de las dos comunas que forman la nueva comuna de Val-d'Oronaye, cuyos datos se han cogido de 1800 a 1999, para las comunas de Larche y Meyronnes de la página francesa EHESS/Cassini. Los demás datos se han cogido de la página del INSEE.

## Composición
| Comuna delegada | Código INSEE | Población (2013) | Superficie (km²) | Densidad (hab./km²) |
| --------------- | ------------ | ---------------- | ---------------- | ------------------- |
| Larche          | 04100        | 57               | 68.86            | 1                   |
| Meyronnes       | 04120        | 57               | 40.59            | 2                   |